# Oblast' di Turgaj
Loblast' di Turgaj era un'oblast (provincia) dell'Impero russo, fondata il 21 ottobre 1868. Si trovava nella parte centrale dell'attuale Kazakistan.
La sua superficie era 456,185 chilometri quadri (176,134 mi²). La sede dell'amministrazione era posta a Orenburg, al di fuori dei confini dell'oblast', poiché al suo interno non esisteva una città adatta ad ospitare l'amministrazione.

## Governatori
L'autorità principale dell'oblast era un governatore militare. I governatori militari dell'oblast' di Turgaj furono:
- 1869-1877 Lev Fëdorovich Balluzek (Louis Heinrich von Balluseck);
- 1877-1878 Aleksandr Konstantinovich Geynts (Heinz);
- 1878-1883 Aleksandr Petrovich Konstantinovich;
- 1883-1887 Aleksandr Petrovich Protsenko;
- 1887-1899 Yakov Feodorovich Barabash;
- 1900-1908 Asinkrit Asinkritovich Lomachevsky;
- 1908-1910 Ivan Mikhaylovich Strakhovsky;
- 1910-1917 Mikhail Mikhaylovich Eversman.

## Demografia
Nel 1897, 453.416 persone popolavano l'oblast'. I kazaki costituivano la maggioranza della popolazione. Minoranze significative erano costituite dai russi. Il totale degli abitanti di lingua turca era 415.829 (91,7%).

### Gruppi etnici nel 1897
| TOTALE | 453.416 | 100%  |
| ------ | ------- | ----- |
| Kazaki | 410.904 | 90,6% |
| Russi  | 30.438  | 6,7%  |

## Divisione amministrativa
L'oblast' di Turgaj era costituita dai seguenti uezd (centri amministrativi tra parentesi):
- Uezd di Aktyubinsky (Aktyubinsk)
- Uezd di Irgizsky (Irgiz)
- Uezd di Kustanaysky (Kustanay)
- Uezd di Turgaysky (Turgaj)